# Selous Scout
I Selous Scouts era un reggimento delle forze speciali dell'esercito della Rhodesia, che ha operato dal 1973 al 1980. Il reparto prese il nome dall'esploratore britannico Frederick Selous (1851-1917), e il loro motto era Chete pamwe, che, in lingua shona, significa "tutti insieme" o "avanti insieme". Lo scopo del reggimento era "l'eliminazione clandestina di terroristi e del terrorismo, sia dentro, sia fuori dal Paese". Lo stemma del reparto era un Falco pescatore (Pandion haliaetus).

## Contesto
Il periodo in cui i Selous Scouts furono più rilevanti fu la Guerra del bush della Rhodesia del Sud o Seconda Chimurenga, condotta dai guerriglieri dello ZANLA/ZANU e dello ZIPRA/ZAPU con l'obiettivo di porre fine al dominio dittatoriale della minoranza bianca in Rhodesia, una nazione coloniale guidata da Ian Douglas Smith. All'epoca la Rhodesia era un Paese ricco, caratterizzato da un prodotto interno lordo tra i più alti tra le nazioni africane e dove la minoranza di 250.000 bianchi di origine europea godeva di uno dei più alti standard di vita al mondo a scapito di 6.000.000 di cittadini africani.
Nonostante la Rhodesia possedesse delle efficienti forze armate, che includevano la Rhodesian Air Force e il Rhodesian Security Forces (l'esercito statale), le sue dimensioni rispetto alle più grandi nazioni dell'Africa nera, la mancanza di sostegno da parte delle nazioni occidentali e gli aiuti forniti dall'Unione Sovietica ai guerriglieri comunisti resero le condizioni del paese precarie. Per affrontare l'insurrezione, il governo rhodesiano rafforzò i legami diplomatici ed economici con il Sudafrica e il Portogallo, che occupava militarmente il vicino Mozambico.
Rafforzò inoltre le forze paramilitari, come il British South Africa Police, il Rhodesian Light Infantry, il Rhodesian Special Air Service e i Rhodesian African Rifles. In definitiva, questi sforzi hanno portato alla creazione del reparto contro-insurrezionale, i Selous Scouts. Creato sotto il comando del tenente colonnello Ron Reid-Daly, il reggimento comprendeva reclute, arruolate volontarie, di origine sia africana sia europea; tra il 50% e l'80% dei membri dell'unità erano rhodesiani neri, alcuni con il grado di ufficiale. La missione primaria dei Selous Scouts era operare nei territori controllati dai ribelli, combattendoli.

## Storia

### Selezione e formazione
I Selous Scouts erano un'unità di ricognizione, con la missione di infiltrarsi tra la popolazione tribale della Rhodesia e la guerriglia, individuando gruppi di ribelli e intercettando od ostacolando trasmissione di informazioni. I membri del reggimento erano addestrati ad operare in piccoli gruppi, in grado di lavorare autonomamente nella boscaglia per settimane. In un'occasione, solo 14 su 126 candidati hanno passato il processo di selezione. Il tenente colonnello Ron Reid Daly ha dichiarato: "...un soldato delle forze speciali deve essere un uomo molto speciale. Nel suo profilo, è necessario cercare intelligenza, forza d'animo e coraggio, lealtà, dedizione, un profondo senso di professionalità, maturità (l'età ideale è tra i 24 e i 32 anni), la responsabilità e disciplina di auto..." L'ideale di soldato che avesse potuto far parte dei Selous Scouts era un mix tra un soldato capace di lavorare in gruppo e un solitario che è in grado di pensare e di agire da solo.
La selezione era rigorosa e si svolgeva presso Wafa Wafa, il campo di addestramento dei Selous Scouts, sulle rive del Lago Kariba. L'obiettivo della formazione era quello di restringere la lista delle potenziali reclute, che dovevano sopportare la fame, dato che non veniva fornito loro cibo; per questo motivo solitamente circa 40-50 uomini su 60 abbandonavano l'addestramento nei primi due giorni. Il corso di selezione aveva una durata complessiva di 17 giorni. Dall'alba alle 07:00, le reclute erano sottoposte ad un pesante programma di rafforzamento muscolare; dopo venivano addestrate nel combattimento di base. Dovevano poi completare più volte durante il corso un particolare percorso di guerra, con lo scopo di far superare la paura delle altezze e dell'oscurità. Per questo motivo, parte dell'addestramento veniva fatto al buio. Nei primi cinque giorni di corso, non venivano forniti viveri, mentre per il resto del periodo erano permessi solo animali già morti. Al termine del corso, dovevano compiere una prova di resistenza, consistente in una marcia di 100 chilometri, con un peso di 30 chilogrammi di rocce sulle spalle; le rocce erano dipinte di rosso per far sì che non venissero sostituite durante la prova. La parte finale del percorso doveva essere completato in due ore e mezzo. Per coloro che erano sopravvissuti a questo test, vi era una settimana di ferie, ma poi venivano portati in un campo speciale per la fase meno nota della loro formazione, nella quale imparavano le abitudini e lo stile di vita della guerriglia. Le reclute venivano aggregate definitivamente con i Selous Scouts solo una settimana dopo il completamento del loro addestramento.

### Composizione e obiettivi
I Selous Scouts contavano solo 500 unità, salendo a circa 1000 soldati tra membri attivi ed inattivi. L'unità prendeva nome da Frederick Selous, cacciatore ed esploratore amico di Cecil Rhodes che prese parte a molte azioni di esplorazione e di pacificazione di quel territorio che in seguito divenne la Rhodesia, ed è tuttora per i bianchi dell'Africa meridionale un personaggio epico. La creazione del reggimento fu proposto dai membri dello Special Branch British South Africa Police e molte delle sue prime reclute erano poliziotti. I Selous Scouts differivano da C Squadron 22 (Rhodesia) SAS, in quanto questi si addestravano appositamente per partecipare ad operazioni di tracciamento e di infiltrazione. Queste tattiche furono usate con successo nella rivolta dei Mau-Mau. Inoltre, il reggimento venne ampliato da forze nemiche, guerriglieri catturati che, tra il carcere, un processo ed eventualmente l'esecuzione, si offrivano di aderire ai Selous Scouts. L'idea di una "conversione" dei guerriglieri catturati non venne accettata all'unanimità.
I nemici che i Selous Scout si trovarono a fronteggiare erano fondamentalmente due, lo ZIPRA e lo ZANLA. Lo ZIPRA, acronimo di Zimbabwe People's Revolutionary Army, era il braccio armato del partito ZAPU, Zimbabwe African Peoples Union. Lo ZIPRA aveva istruttori sovietici ed addestrava i propri quadri in Unione Sovietica, a Cuba, in Algeria, Bulgaria, Corea del Nord e Zaire. Lo ZANLA, acronimo di Zimbabwe African National Liberation Army, era il braccio armato del partito ZANU, Zimbabwe African National Union. Lo ZANLA aveva istruttori cinesi e si addestrava in Cina, Ghana ed Egitto. La distinzione tra i due movimenti era anche di altro tipo, ossia etnica. Infatti lo ZAPU e lo ZIPRA era soprattutto di matrice etnica Ndebele, una tribù discendente dagli Zulù di Mzilikazi che popolarono la regione del Matabeleland nel 1838. Lo ZANLA e lo ZANU erano composti invece da membri della tribù Shona, presente nei territori rhodesiani sin dall'antichità.
Per mantenere la conoscenza sul reparto la più segreta possibile, i soldati erano pagati con fondi non attribuibili ai conti del governo e i volontari non dovevano in alcun modo parlare delle loro attività fino alla loro realizzazione. Per prevenire attacchi da parte dell'esercito regolare o della polizia mentre il reggimento era operativo, le autorità dichiaravano determinate zone "congelate", in cui, a tutte le unità dell'esercito e della polizia, veniva ordinato di cessare temporaneamente tutte le operazioni. A causa dell'indispensabile riservatezza che nascondeva le loro attività, i Selous Scouts divennero durante la guerra oggetto di molta curiosità. I loro nemici li dipingevano come una banda di briganti e di canaglie, mentre i loro sostenitori erano propensi a considerali un gruppo di esperti che fornivano occhi e orecchie alle forze di sicurezza.
I Selous Scouts, talvolta camuffandosi, avevano come obiettivo anche quello di indebolire il sostegno popolare alla guerriglia; ad esempio, in un'occasione, un gruppo del reparto finse di essere guerriglieri accusando otto dei più entusiasti sostenitori della guerriglia di essere informatori della polizia. I Selous Scouts avevano inoltre alcuni espedienti assimilabili alla guerra chimica; impregnavano i vestiti dei guerriglieri con il parathion e contaminavano sigarette e cibo in scatola con il tallio.
Il reggimento raggiunse molti dei suoi obiettivi; i Selous Scouts furono responsabili del 68% di tutte le morti di guerriglia all'interno dei confini della Rhodesia. Tuttavia, il suo comandante, il tenente colonnello Reid-Daly, aveva pessime relazioni con molti dei comandanti dell'esercito rhodesiano; in aggiunta, dal 1978 ci furono voci insistenti che i soldati del reggimento erano implicati in atti di bracconaggio di avorio nel Parco nazionale di Gonarezhou. L'attrito tra il comando dell'esercito e Reid-Daly raggiunse il suo picco il 29 gennaio 1979, quando venne trovata una microspia nell'ufficio di Reid-Daly. Questo compromise il continuo delle operazioni dei Selous Scout.

### La fine
Nel marzo del 1980, a seguito della presa del potere da parte dei nazionalisti africani, i Selous Scout furono congedati con disonore dal nuovo governo, così come tutte le altre forze speciali che combatterono la guerriglia, tra cui il reggimento Rhodesian Light Infantry. L'ex presidente dello Zimbabwe Robert Mugabe, il cui movimento si era battuto a lungo contro gli Scout e dai quali aveva ricevuto sonore sconfitte, cercò invano di fare processare i suoi membri senza tuttavia riuscirci. Prima dello scioglimento del reparto tutti gli archivi del reparto furono distrutti allo scopo di salvaguardare i propri membri e molti si rifugiarono all'estero. Parecchi confluirono quindi nei SAS inglesi o si arruolarono nelle Forze Armate Sudafricane, spesso in qualità di istruttori. Alcuni si diedero alla attività di mercenario. Attualmente è espressamente proibito per legge fare ricerche o assumere informazioni all'interno dello Zimbabwe (l'attuale nome della ex Rhodesia) sui corpi militari del passato governo.